# NGC 508
NGC 508, (còn được gọi là PGC 5099 hoặc UGC 939), là một thiên hà hình elip trong chòm sao Song Ngư. Nó nằm cách Hệ Mặt trời khoảng 247 triệu năm ánh sáng và được phát hiện vào ngày 12 tháng 9 năm 1784 bởi nhà thiên văn học người Anh William Herschel
.

## Lịch sử quan sát
Herschel đã phát hiện cùng lúc NGC 508 và NGC 507. Ông mô tả các vật thể là “Hai. Cả eF, S, nhưng không bằng nhau. ". Vị trí ông quan sát được đã được lập danh mục và chính xác. John Louis Emil Dreyer, người tạo ra Danh mục chung mới, đã mô tả NGC 508 là "rất mờ, nhỏ, nằm ở phía bắc của thiên hà thứ hai", với vật thể còn lại là NGC 507.

## Miêu tả
Thiên hà có kích thước biểu kiến là 1,1 × 1,1 vòng cung và vận tốc hồi quy là 5525 km/s. Nó được cho là một thành viên trong nhóm với NGC 507, nhưng lại không có bằng chứng về sự tương tác giữa các vật thể. Mặc dù NGC 508 thường được coi là một phần của Arp 229, nhưng mô tả về thiên hà Arp chỉ áp dụng cho NGC 507. Do đó, định danh Arp 229 chỉ nên được sử dụng như một ký hiệu thay thế cho NGC 507.